# 71
71 (LXXI, na numeração romana) foi um ano comum do século I, do Calendário Juliano, da Era de Cristo, teve início a uma terça-feira e terminou também a uma terça-feira. a sua letra dominical foi F.
| Ano completo                       |
| ---------------------------------- |
| Ano comum com início à terça-feira |